# 韋塞拉霍拉 (盧漢斯克區)

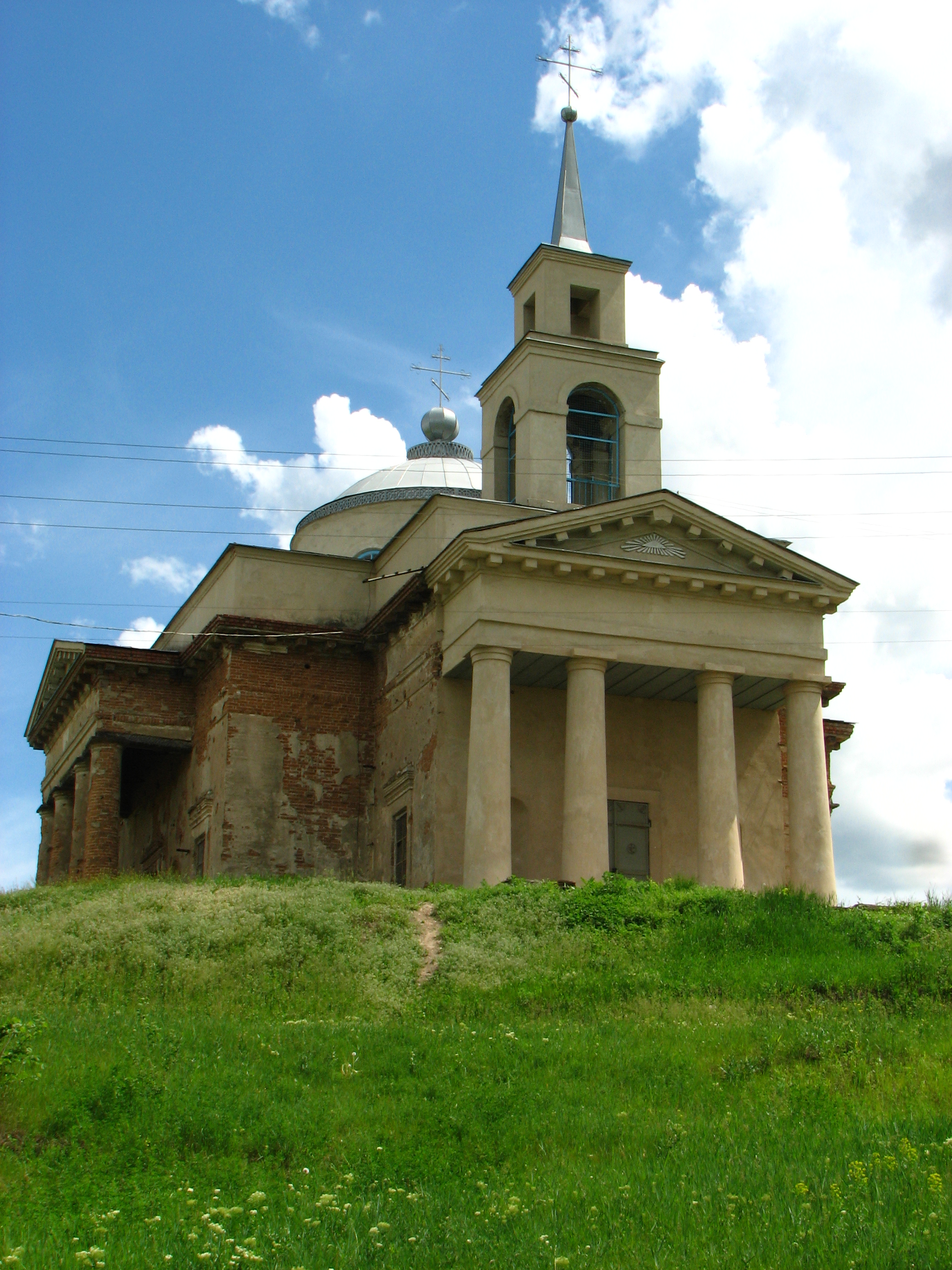
教堂

韋塞拉霍拉（羅馬化：Vesela Hora）是位於烏克蘭東部的村莊，由盧甘斯克州卢甘斯克区的卢汉斯克市镇負責管轄。該村面積1.66平方公里，海拔高度52米，2001年人口1,197，人口密度每平方公里722.4人。